# Camino del amor
Camino del Amor es el décimo álbum de estudio lanzado por Los Temerarios . Este álbum es el último grabado por su formación más clásica, ya que Mario Alberto Ortiz es expulsado de la banda en 1996 por problemas a las drogas. Karlo Vidal lo reemplaza como nuevo baterista en 1997. Su canción más famosa del álbum es Ahí Estaré Yo.

## Lista de canciones
Todas las canciones escritas y compuestas por Adolfo Ángel Alba, excepto donde se indique. 
| Camino del Amor |                                                   |          |  |
| N.º             | Título                                            | Duración |  |
| 1.              | «Como tu»                                         | 3:57     |  |
| 2.              | «Cuando fuiste mía»                               | 4:31     |  |
| 3.              | «La mujer de los dos» (Dueto de Gustavo y Adolfo) | 5:02     |  |
| 4.              | «Sin ti moriría» (Gustavo Ángel Alba)             | 4:08     |  |
| 5.              | «Ahí estaré yo»                                   | 3:20     |  |
| 6.              | «Mi alma reclama»                                 | 4:57     |  |
| 7.              | «Eres un ángel»                                   | 4:41     |  |
| 8.              | «Todo me recuerda a ti»                           | 3:38     |  |
| 9.              | «Pobre tonto enamorado»                           | 3:40     |  |
| 10.             | «Una guitarra llora»                              | 4:07     |  |

## Personal
Los Temerarios
- Adolfo Ángel Alba: arreglista, teclados, voz, masterización, mezcla
- Gustavo Ángel Alba: guitarra, voz
- Fernando Ángel González: Bajo
- Carlos Abrego: (Percusión)
- Mario Alberto Ortiz: (Batería)
- Manrique Moheno Aguilar – coordinador ejecutivo
- Mario Alanis - ingeniero
- Javier Alfaro: violín
- Carlos Anadón – fotografía
- Javier Carrillo: violín
- Jaime Cavazos – ingeniero, masterización, mezcla
- Alejandro Ceballos: violín
- José Antonio Farias: coros
- Manrique Moheno – coordinador ejecutivo
- Keko "Antroposofico" Mota - ingeniero asistente
- Enrique Ramos: violín
- Adriana Rebold – diseño gráfico, dirección de arte
- Jorge Ruiz: Guitarra, trompeta, violín, director
- Luis Vega – masterización, mezcla
- Miguel Viurquis: Trompeta